# Castalius calice
Castalius calice är en fjärilsart som beskrevs av Carl Heinrich Hopffer 1855. Castalius calice ingår i släktet Castalius och familjen juvelvingar. Inga underarter finns listade i Catalogue of Life.